# Aeropuerto Summit
El Aeropuerto Summit o el Summit Airport (OACI: KEVY, FAA LID: EVY) es un aeropuerto de uso público localizado a cinco millas (8 km) al norte del Distrito Financiero Central de Middletown, en condado de New Castle, Delaware.